# خيسوس دويناس
خيسوس دويناس (بالإسبانية: Jesús Dueñas)‏ هو لاعب كرة قدم مكسيكي في مركز الوسط، ولد في 16 مارس 1989 في Zamora, Michoacán ‏ في المكسيك. شارك مع منتخب المكسيك تحت 20 سنة لكرة القدم ومنتخب المكسيك لكرة القدم. أما مع النوادي، فقد لعب مع تيغريس أونال ونادي غوادالاخارا.

## وصلات خارجية
- خيسوس دويناس على موقع قاعدة بيانات كرة القدم.إي يو (الإنجليزية)
- خيسوس دويناس على موقع ناشيونال فوتبول تيمز (الإنجليزية)
- خيسوس دويناس على موقع Soccerway.com (الإنجليزية)
- خيسوس دويناس على موقع AS.com (الإسبانية)